# Фрайзинг (район)
Фрайзинг (нем. Freising) — район в Германии. Центр района — город Фрайзинг. Район входит в землю Бавария. Подчинён административному округу Верхняя Бавария. Занимает площадь 801,76 км². Население — 161 192 чел. Плотность населения — 200 человек/км².
Официальный код района — 09 1 78.
Район подразделяется на 24 общины.

## Города и общины

Муниципалитеты района Фрайзинг (Бавария)

### Городские общины
1. Мосбург-ан-дер-Изар (17 237)
2. Фрайзинг (42 866)

### Ярмарочные общины
1. Ау-ин-дер-Халлертау (5 643)
2. Нандльштадт (5 015)

### Общины
1. Аллерсхаузен (4 833)
2. Аттенкирхен (2 612)
3. Ванг (2 355)
4. Вольферсдорф (2 364)
5. Гаммельсдорф (1 516)
6. Кирхдорф-ан-дер-Ампер (2 622)
7. Кранцберг (3 861)
8. Лангенбах (3 845)
9. Марцлинг (2 981)
10. Мауэрн (2 716)
11. Нойфарн-бай-Фрайзинг (18 539)
12. Паунцхаузен (1 504)
13. Рудельцхаузен (3 177)
14. Фаренцхаузен (4 526)
15. Хаг-ан-дер-Ампер (2 872)
16. Халльбергмос (8 505)
17. Хёргертсхаузен (1 894)
18. Хоэнкаммер (2 262)
19. Цоллинг (4 037)
20. Эхинг (12 947)

### Объединения общин
1. Административное сообщество Аллерсхаузен
2. Административное сообщество Мауэрн
3. Административное сообщество Цоллинг

## Население
По оценке на 31 декабря 2015 года население района Фрайзинг составляет 173 225 чел. 

| Дата      | 1840  | 1871  | 1900  | 1925  | 1939  | 1950  | 1961  | 1970  | 1987   | 2011   |
| --------- | ----- | ----- | ----- | ----- | ----- | ----- | ----- | ----- | ------ | ------ |
| Население | 32763 | 42325 | 48212 | 55791 | 59250 | 82737 | 81210 | 94855 | 118144 | 162818 |

| Год       | 1960  | 1970  | 1980   | 1990   | 2000   | 2009   | 2010   | 2011   | 2012   | 2013   | 2014   | 2015   |
| --------- | ----- | ----- | ------ | ------ | ------ | ------ | ------ | ------ | ------ | ------ | ------ | ------ |
| Население | 80263 | 97487 | 113491 | 128798 | 152307 | 165483 | 166375 | 164232 | 166286 | 169010 | 170357 | 173225 |

## Внешние ссылки
- Официальная страница (нем.)